# Адміністративний устрій Андрушівського району
Адміністративний устрій Андру́шівського району — Андрушівський район Житомирської області поділяється на 1 селищну громаду, 1 міську і 22 сільські ради, які об'єднують 41 населений пункт та підпорядковані Андрушівській районній раді. Адміністративний центр — місто Андрушівка.

## Список громад Андрушівського району
| № | Назва                        | Центр       | Населені пункти                                                                              | Площа км² | Місце за площею | Населення (2001), осіб | Місце за населенням |
| - | ---------------------------- | ----------- | -------------------------------------------------------------------------------------------- | --------- | --------------- | ---------------------- | ------------------- |
| 1 | Червоненська селищна громада | смт Червоне | с. Великі Мошківці с. Глинівці с. Забара с. Котівка с. Крилівка с. Малі Мошківці смт Червоне |           |                 | 6453                   |                     |

## Список рад Андрушівського району
| №  | Назва                            | Центр                 | Населені пункти                      | Площа км² | Місце за площею | Населення (2001), осіб | Місце за населенням |
| -- | -------------------------------- | --------------------- | ------------------------------------ | --------- | --------------- | ---------------------- | ------------------- |
| 1  | Андрушівська міська рада         | м. Андрушівка         | м. Андрушівка                        |           |                 |                        |                     |
| 2  | Антопільська сільська рада       | с. Антопіль           | с. Антопіль                          |           |                 |                        |                     |
| 3  | Бровківська сільська рада        | с. Бровки Перші       | с. Бровки Перші с. Ярешки            |           |                 |                        |                     |
| 4  | Волицька сільська рада           | с. Волиця             | с. Волиця                            |           |                 |                        |                     |
| 5  | Волосівська сільська рада        | с. Волосів            | с. Волосів с. Града                  |           |                 |                        |                     |
| 6  | Гальчинська сільська рада        | с. Гальчин            | с. Гальчин                           |           |                 |                        |                     |
| 7  | Городківська сільська рада       | с. Городківка         | с. Городківка                        |           |                 |                        |                     |
| 8  | Зарубинецька сільська рада       | с. Зарубинці          | с. Зарубинці с. Лісівка с. Тарасівка |           |                 |                        |                     |
| 9  | Іванківська сільська рада        | с. Іванків            | с. Іванків                           |           |                 |                        |                     |
| 10 | Івницька сільська рада           | с. Івниця             | с. Борок с. Івниця                   |           |                 |                        |                     |
| 11 | Каменівська сільська рада        | с. Камені             | с. Бровки Другі с. Жерделі с. Камені |           |                 |                        |                     |
| 12 | Лебединецька сільська рада       | с. Лебединці          | с. Лебединці                         |           |                 |                        |                     |
| 13 | Любимівська сільська рада        | с. Любимівка          | с. Любимівка                         |           |                 |                        |                     |
| 14 | Малоп'ятигірська сільська рада   | с. Мала П'ятигірка    | с. Мала П'ятигірка                   |           |                 |                        |                     |
| 15 | Міньковецька сільська рада       | с. Міньківці          | с. Городище с. Міньківці             |           |                 |                        |                     |
| 16 | Мостівська сільська рада         | с. Мостове            | с. Мостове                           |           |                 |                        |                     |
| 17 | Нехворощанська сільська рада     | с. Нехворощ           | с. Нехворощ                          |           |                 |                        |                     |
| 18 | Новоівницька сільська рада       | с-ще Новоівницьке     | с-ще Новоівницьке                    |           |                 |                        |                     |
| 19 | Новокотельнянська сільська рада  | с. Нова Котельня      | с. Нова Котельня                     |           |                 |                        |                     |
| 20 | Павелківська сільська рада       | с. Павелки            | с. Гарапівка с. Павелки              |           |                 |                        |                     |
| 21 | Старокотельнянська сільська рада | с. Стара Котельня     | с. Стара Котельня с. Старосілля      |           |                 |                        |                     |
| 22 | Степківська сільська рада        | с. Корчмище с. Степок | с. Степок                            |           |                 |                        |                     |
| 23 | Яроповицька сільська рада        | с. Яроповичі          | с. Яроповичі                         |           |                 |                        |                     |

## Список рад Андрушівського району до початку реформи
| №  | Назва                            | Центр              | Населені пункти                      | Площа км² | Місце за площею | Населення (2001), чол. | Місце за населенням |
| -- | -------------------------------- | ------------------ | ------------------------------------ | --------- | --------------- | ---------------------- | ------------------- |
| 1  | Андрушівська міська рада         | м. Андрушівка      | м. Андрушівка                        |           |                 |                        |                     |
| 2  | Червоненська селищна рада        | смт Червоне        | смт Червоне                          |           |                 |                        |                     |
| 3  | Антопільська сільська рада       | с. Антопіль        | с. Антопіль                          |           |                 |                        |                     |
| 4  | Бровківська сільська рада        | с. Бровки Перші    | с. Бровки Перші с. Ярешки            |           |                 |                        |                     |
| 5  | Великомошковецька сільська рада  | с. Великі Мошківці | с. Великі Мошківці                   |           |                 |                        |                     |
| 6  | Волицька сільська рада           | с. Волиця          | с. Волиця                            |           |                 |                        |                     |
| 7  | Волосівська сільська рада        | с. Волосів         | с. Волосів с. Града                  |           |                 |                        |                     |
| 8  | Гальчинська сільська рада        | с. Гальчин         | с. Гальчин                           |           |                 |                        |                     |
| 9  | Глиновецька сільська рада        | с. Глинівці        | с. Глинівці                          |           |                 |                        |                     |
| 10 | Городківська сільська рада       | с. Городківка      | с. Городківка                        |           |                 |                        |                     |
| 11 | Забарська сільська рада          | с. Забара          | с. Забара с. Котівка                 |           |                 |                        |                     |
| 12 | Зарубинецька сільська рада       | с. Зарубинці       | с. Зарубинці с. Лісівка с. Тарасівка |           |                 |                        |                     |
| 13 | Іванківська сільська рада        | с. Іванків         | с. Іванків                           |           |                 |                        |                     |
| 14 | Івницька сільська рада           | с. Івниця          | с. Івниця с. Борок                   |           |                 |                        |                     |
| 15 | Каменівська сільська рада        | с. Камені          | с. Камені с. Бровки Другі с. Жерделі |           |                 |                        |                     |
| 16 | Крилівська сільська рада         | с. Крилівка        | с. Крилівка                          |           |                 |                        |                     |
| 17 | Лебединецька сільська рада       | с. Лебединці       | с. Лебединці                         |           |                 |                        |                     |
| 18 | Любимівська сільська рада        | с. Любимівка       | с. Любимівка                         |           |                 |                        |                     |
| 19 | Маломошковецька сільська рада    | с. Малі Мошківці   | с. Малі Мошківці                     |           |                 |                        |                     |
| 20 | Малоп'ятигірська сільська рада   | с. Мала П'ятигірка | с. Мала П'ятигірка                   |           |                 |                        |                     |
| 21 | Міньковецька сільська рада       | с. Міньківці       | с. Міньківці с. Городище             |           |                 |                        |                     |
| 22 | Мостівська сільська рада         | с. Мостове         | с. Мостове                           |           |                 |                        |                     |
| 23 | Нехворощанська сільська рада     | с. Нехворощ        | с. Нехворощ                          |           |                 |                        |                     |
| 24 | Новоівницька сільська рада       | с-ще Новоівницьке  | с-ще Новоівницьке                    |           |                 |                        |                     |
| 25 | Новокотельнянська сільська рада  | с. Нова Котельня   | с. Нова Котельня                     |           |                 |                        |                     |
| 26 | Павелківська сільська рада       | с. Павелки         | с. Павелки с. Гарапівка              |           |                 |                        |                     |
| 27 | Старокотельнянська сільська рада | с. Стара Котельня  | с. Стара Котельня с. Старосілля      |           |                 |                        |                     |
| 28 | Степківська сільська рада        | с. Степок          | с. Степок с. Корчмище                |           |                 |                        |                     |
| 29 | Яроповицька сільська рада        | с. Яроповичі       | с. Яроповичі                         |           |                 |                        |                     |

* Примітки: м. — місто, смт — селище міського типу, с. — село, с-ще — селище

## Історія
Район утворено 7 березня 1923 року у складі Житомирської округи з Андрушівської, Гальчинської, Гардишівської, Котівської, Крилівської, Міньківської, Нехворощської, Павелківської сільських рад Андрушівської волості та Антопіль-Боярської, Волосівської, Іванківської, Івницької, Ліщинської, Ново-Котелянської, Руднє-Грабівської, Старо-Котелянської, Тулинської, Туровецької сільських рад Котелянської волості Житомирського повіту.
В 1925 році до складу Левківського району було передано Антопіль-Боярську, Волосівську, Іванківську, Івницьку, Ліщинську, Ново-Котелянську, Руднє-Грабівську, Старо-Котелянську, Тулинську, Туровецьку сільські ради, приєднано Велико-Мошківецьку, Ляховецьку, Мало-Мошківецьку, Волицьку, Зарубинецьку, Корчмищенську, Степківську, Яроповицьку, Війтовецьку та Городищенську сільські ради.
В 1925-26 роках в складі району утворено Гарапівську (з центром у с. Гарапівка), Забарську (з центром у с. Забара) та Лісівську (з центром у с. Лісівка) сільські ради.
15 вересня 1930 року до складу району включено Котельнянську селищну та Антопільську, Волосівську, Іванківську, Івницьку, Ново-Котелянську, Старо-Котелянську, Старосільську сільські ради розформованого Іванківського району.
20 травня 1934 року до складу району із суміжних районів передано Лебединцівську, 28 листопада 1957 року — Городківську, Каменівську та Малоп'ятигірську, 20 березня 1959 року —  Бровківську сільські ради.
В 1941-43 роках територія району входила до гебітскомісаріату Бердичів Генеральної округи Житомир та складалась з Жерделівської та Тарасівської сільських управ.
Під час укрупнення сільських рад в районі ліквідовано: 8 червня 1953 року — Жерделівську, 11 серпня 1954 — Гарапівську, Корчмищенську, Котівську, Старосільську, Гардишівську, Городищенську, 5 березня 1959 року — Лісівську, Малоп'ятигірську, Новокотельнянську сільські ради.
3 квітня 1967 року у складі району відновлено Малоп'ятигірську, 29 червня 2004 року утворено Новоівницьку, з центром у селищі Новоівницьке, сільські ради.
До початку адміністративно-територіальної реформи в Україні (станом на початок 2015 року) до складу району входили 1 міська, 1 селищна та 28 сільських рад. 
14 серпня 2015 року в складі району було утворено Червоненську селищну територіальну громаду, до складу котрої увійшли розформовані Червоненська селищна та Великомошковецька, Глиновецька, Забарська, Крилівська, Маломошковецька сільські ради Андрушівського району.
На час ліквідації району, відповідно до Постанови Верховної Ради України від 17 липня 2020 року, до його складу входили селищна територіальна громада, міська та 22 сільські ради.